# Nimbārka
Nimbarka (siglo XIII) fue un religioso de la India, fundador de una escuela doctrinal visnuista) llamada Nimbarka sampradaya. Esta floreció en el siglo XIII, y se basaba en la doctrina dwaita-adwaita (‘[Dios y las almas son al mismo tiempo] distintas y no distintas’).
- निम्बार्क, en escritura devánagari del sánscrito.
- nimbārka, en el sistema IAST de transliteración sánscrita.

## Datación
De acuerdo con el profesor Roma Bose, Nimbarka habría escrito el Madhva mukha mardana, por lo que habría vivido en el siglo XIII.
Esta datación coincide con la aparición de seguidores de la Nimbarka Sampradaia, y con la época de aparición de la doctrina visishta adwaita (siglo XII), extremadamente parecida a la de Nimbarka.
En cambio la Nimbārka Sampradāya declara como credo que Śrī Nimbārkācārya nació en el 3096 a. C., cuando reinaba el nieto de Áryuna (personaje literario del texto épico Majábharata, siglo III a. C.). Habría vivido en la región de la actual Andhra Pradesh, en el sur de India.
Pero la doctrina de Nimbarka es completamente extemporánea a las doctrinas previas a la aparición de las doctrinas upanishádicas (últimos siglos del primer milenio a. C.).

## Vida
No se sabe casi nada acerca de su vida, excepto que pertenecía a la casta bráhmana y que fue un notable astrónomo.
Su doctrina dwaita-adwaita (‘[Dios y las almas son al mismo tiempo] distintas y no distintas’) aparenta ser una ligera variación de la doctrina visishta adwaita (Dios y las almas son ‘no-distintas’, aunque tienen ‘características’ que las diferencian) del maestro Ramanuyá Acharia (1077-1157), también del sur de la India.
Nimbarka creía que el dios creador y las almas que moldeó eran distintos y al mismo tiempo diferentes.
Escribió acerca de la devoción a Krishná (una doctrina común recién desde el siglo X d. C.).